# Орлово (Хасковська область)
О́рлово (болг. Орлово) — село в Хасковській області Болгарії. Входить до складу общини Хасково.

## Населення
За даними перепису населення 2011 року у селі проживали 472 особи.
Національний склад населення села:
| Національність   | Кількість осіб | Відсоток |
| ---------------- | -------------- | -------- |
| болгари          | 300            | 70,1%    |
| турки            | 122            | 28,5%    |
| цигани           | 5              | 1,2%     |
| Всього відповіли | 428            |          |

Розподіл населення за віком у 2011 році:
Динаміка населення: